# Macrotyloma densiflorum
Macrotyloma densiflorum är en ärtväxtart som först beskrevs av John Gilbert Baker, och fick sitt nu gällande namn av Bernard Verdcourt. Macrotyloma densiflorum ingår i släktet Macrotyloma och familjen ärtväxter. Inga underarter finns listade i Catalogue of Life.